# 468 (tal)
468 är det naturliga talet som följer 467 och som följs av 469.

## Inom vetenskapen
- 468 Lina, en asteroid.

## Inom matematiken
- 468 är ett jämnt tal.
- 468 är ett sammansatt tal.
- 468 är ett praktiskt tal.
- 468 är ett harshadtal.